# Juniorvärldsmästerskapen i alpin skidsport 2009
Juniorvärldsmästerskapen i alpin skidsport 2009 avgjordes i Garmisch-Partenkirchen i Tyskland under perioden 1-6 mars 2009 och var det 28:e världsmästerskapet för juniorer.

## Medaljfördelning
| Placering | Nation        | Guld | Silver | Brons | Totalt |
| 1         | Italien       | 2    | 2      | 3     | 7      |
| 2         | Frankrike     | 2    | 0      | 0     | 2      |
| 2         | Schweiz       | 2    | 0      | 0     | 2      |
| 2         | Tyskland      | 2    | 0      | 0     | 2      |
| 5         | Österrike     | 1    | 5      | 4     | 10     |
| 6         | Norge         | 1    | 1      | 1     | 3      |
| 7         | USA           | 0    | 1      | 1     | 2      |
| 8         | Liechtenstein | 0    | 1      | 0     | 1      |
| 9         | Finland       | 0    | 0      | 1     | 1      |
|           | Totalt        | 10   | 10     | 10    | 30     |

## Resultat Damer
| Datum       | Plats                            | Disciplin   | Guld                | Silver                  | Brons              |
| 1 mars 2009 | Garmisch-Partenkirchen, Tyskland | Slalom      | Denise Feierabend   | Bernadette Schild       | Nina Løseth        |
| 2 mars 2009 | Garmisch-Partenkirchen, Tyskland | Storslalom  | Viktoria Rebensburg | Tina Weirather          | Karin Hackl        |
| 4 mars 2009 | Garmisch-Partenkirchen, Tyskland | Super-G     | Viktoria Rebensburg | Mariella Voglreiter     | Anna Fenninger     |
| 6 mars 2009 | Garmisch-Partenkirchen, Tyskland | Störtlopp   | Marine Gauthier     | Lotte Smiseth Sejersted | Nicole Schmidhofer |
| 6 mars 2009 | Garmisch-Partenkirchen, Tyskland | Kombination | Federica Brignone   | Karin Hackl             | Elena Curtoni      |

## Resultat Herrar
| Datum       | Plats                            | Disciplin   | Guld                    | Silver          | Brons             |
| 4 mars 2009 | Garmisch-Partenkirchen, Tyskland | Störtlopp   | Andy Plank              | Dominik Paris   | Andreas Romar     |
| 4 mars 2009 | Garmisch-Partenkirchen, Tyskland | Super-G     | Manuel Kramer           | Marcel Hirscher | Dominik Paris     |
| 5 mars 2009 | Garmisch-Partenkirchen, Tyskland | Storslalom  | Alexis Pinturault       | Björn Sieber    | Marcel Hirscher   |
| 6 mars 2009 | Garmisch-Partenkirchen, Tyskland | Slalom      | Jesper Riis-Johannessen | Tommy Ford      | Nolan Kasper      |
| 6 mars 2009 | Garmisch-Partenkirchen, Tyskland | Kombination | Sepp Gerber             | Dominik Paris   | Giovanni Borsotti |